# Estigmene laglaizei
Estigmene laglaizei là một loài bướm đêm thuộc phân họ Arctiinae, họ Erebidae.